# III liga polska w koszykówce mężczyzn
III liga polska w koszykówce mężczyzn – czwarta w hierarchii klasa męskich ligowych rozgrywek koszykarskich w Polsce. Rozgrywki organizowane są przez Wojewódzkie Okręgowe Związki Koszykówki należące do PZKosz.
Po zakończeniu rozgrywek w ramach województw odbywa się turniej strefowy, w którym biorą udział najlepsze zespoły z dwóch województw. W niektórych ośrodkach prowadzona jest liga strefowa o wejście do II ligi mężczyzn łącznie dla zespołów z dwóch województw. Z turniejów strefowych awansuje się do turniejów półfinałowych o awans do II ligi. Najlepsi z półfinałów awansują do turnieju finałowego, skąd awansuje się do II ligi w koszykówce mężczyzn.

## Zestawienie sezonów
(do uzupełnienia)
| Sezon                  | Liczba drużyn | Awans do II ligi |
| 2000/2001              | 8             | Korona Kraków, Orzeł Białogard |
| 2001/2002              | 8             | Kominki Sokół Gruz Łańcut, Śląsk II Wrocław, Polonia Leszno, AZS Radom, Cracovia¹ |
| 2002/2003              | 8             | GKS Tarnovia Tarnowo Podgórne, MKS Start II Lublin, KS Stal II Ostrów Wlkp., MOSM Tychy |
| 2003/2004              | 8             | Znicz Pruszków, Żubry Białystok, AZS Gdańsk, MKKS Rybnik, MOSiR AZS Krosno, AZS Lublin |
| 2009/2010              | b.d.          | KK Świecie, Basket Piła, Mon-Pol Płock, AZS Politechnika Rzeszowska, GTK Gliwice, Hawajskie Koszule Żory |
| 2011/2012              | 16            | Legia Warszawa |
| 2012/2013              | 16            | b.d. |
| 2013/2014              | 16            | b.d. |
| 2014/2015              | 24            | MKK Gniezno |
| 2015/2016 (osiem grup) | 31            | KS Stal Ostrów Wlkp., Polkąty Maximus Kąty Wrocławskie (grupa I) KU AZS Politechnika Kraków, PKK Żubry Białystok (grupa II) Tarnovia Basket Tarnowo Podgórne, UKS Calipers Kielce (grupa III) KK Gryf Goleniów, Truso The Construct Elbląg (grupa IV) |
| 2016/2017 (sześć grup) | 24            | KS Kosz Pleszew, MUKS Hutnik Warszawa, DAAS Basket Hills Bielsko-Biała, SSK Rzeszów, Cracovia 1906 Szkoła Gortata Kraków, SMK Lubin |
| 2017/2018 (sześć grup) | 24            | UKS Chromik Żary, GLKS Nadarzyn, KS Start Meble Dobrodzień, Hensfort Przemyśl, MUKS 1811 Unia Tarnów, Ogniwo ControlTec Szczecin |
| 2018/2019 (sześć grup) | 24            | MKS Ochota Warszawa, MKKS Rybnik, ZEC PKK 99 Pabianice, AZS PWSTE Jarosław, KS Hes Basketball Wrocław, MKKS Żak Koszalin |

¹ – po spotkaniach barażowych

## 2009/2010
Do drugiej ligi awansowały zespoły KK Świecie, Basket Piła, Mon-Pol Płock, AZS Politechnika Rzeszowska, GTK Gliwice, Hawajskie Koszule Żory. 

### Turniej finałowy o awans - grupa A
organizator KS Basket Piła

#### Wyniki
21.05.2010 (piątek)

KK Świecie - Mon - Pol Płock 71:70 (18:20, 15:17, 18:16, 20:17)

Basket Piła - Obra Kościan 53:75 (18:20, 10:22, 20:17, 5:16)

22.05.2010 (sobota)

Obra Kościan - KK Świecie 76:88 (13:23, 23:22, 19:22, 21:21)

Basket Piła - Mon - Pol Płock 80:78 (23:13, 4:30, 18:11, 35:24)

23.05.2010 (niedziela)

Mon - Pol Płock - Obra Kościan 63:56 (21:11, 15:11, 10:18, 17:16)

Basket Piła - KK Świecie 85:73 (36:10, 25:10, 14:14, 10:39)

#### Kolejność końcowa
1. Basket Piła*
2. KK Świecie*
3. Mon - Pol Płock*
4. Obra Kościan

### Turniej finałowy o awans - grupa B
organizator MKS Polonia Przemyśl

#### Wyniki
21.05.2010 (piątek)

GTL Fluor Britam Gliwice - AZS Politechnika Rzeszowska 80:88 (29:23, 13:14, 22:25, 16:26)

Polonia Przemyśl - Hawajskie Koszule Żory 66:80 (11:23, 21:14, 17:17, 17:26)

22.05.2010 (sobota)

AZS Politechnika Rzeszowska - Hawajskie Koszule Żory 77:69 (23:23, 16:12, 24:19, 14:15)

Polonia Przemyśl - GTK Fluor - Britam Gliwice 70:72 (17:16, 17:16, 20:15, 16:25)

23.05.2010 (niedziela)

Hawajskie Koszule Żory - GTK Fluor - Britam Gliwice 73:75 (19:25, 22:16, 20:17, 12:17)

Polonia Przemyśl - AZS Politechnika Rzeszowska 94:65 (25:19, 19:9, 22:17, 28:20)

#### Kolejność końcowa
1. AZS Politechnika Rzeszowska*
2. GTK Fluor - Britam Gliwice*
3. Hawajskie Koszule Żory*
4. Polonia Przemyśl

## Zobacz
- Polski Związek Koszykówki
- Polska Liga Koszykówki
- I liga polska w koszykówce mężczyzn
- II liga polska w koszykówce mężczyzn

### Serwisy Wojewódzkich Okręgowych Związków Koszykówki
- Dolnośląski Związek Koszykówki http://www.dzkosz.wroclaw.pl
- Krakowski Okręgowy Związek Koszykówki http://www.kozkosz.pl/
- Kujawsko-Pomorski Związek Koszykówki http://www.kpzkosz.com/
- Lubelski Związek Koszykówki http://www.lzkosz.com.pl/
- Lubuski Związek Koszykówki http://www.lubuskikosz.pl/
- Łódzki Związek Koszykówki http://lzkosz.pl/
- Opolski Związek Koszykówki http://www.ozkosz.pl/
- Podkarpacki Związek Koszykówki http://www.pzk.z2.pl/
- Podlaski Związek Koszykówki http://www.gwizdek.pl/
- Pomorski Okręgowy Związek Koszykówki http://www.pozkosz.com/
- Stowarzyszenie Wielkopolski Związek Koszykówki http://www.wzkosz.pl
- Śląski Związek Koszykówki http://www.silesiabasket.pl/
- Świętokrzyski Związek Koszykówki https://web.archive.org/web/20100312051656/http://www.sozkoszkielce.pl/
- Warmińsko Mazurski Związek Koszykówki http://www.wmzkosz.com/
- Warszawski Okręgowy Związek Koszykówki Województwa Mazowieckiego http://www.wozkosz.pl/
- Zachodniopomorski Okręgowy Związek Koszykówki http://www.zozkosz.com.pl/